# Pomarico
Pomarico är en ort och kommun i provinsen Matera i regionen Basilicata i Italien. Kommunen hade 4 084 invånare (2017).